# Isla Teja
Isla Teja är en ö i Chile.   Den ligger i regionen Región de Los Lagos, i den södra delen av landet, 700 km söder om huvudstaden Santiago de Chile.
I omgivningarna runt Isla Teja växer i huvudsak blandskog. Runt Isla Teja är det glesbefolkat, med 10 invånare per kvadratkilometer.